# 12 octobre 1996
Le samedi 12 octobre 1996 est le 286e jour de l'année 1996.

## Naissances
- Riechedly Bazoer, footballeur néerlandais
- Alice Sabatini, joueuse de basket-ball italienne

## Décès
- René Lacoste (né le 2 juillet 1904), champion de tennis français
- Roger Lapébie (né le 16 janvier 1911), coureur cycliste français
- Jean Leduc (né le 27 décembre 1922), réalisateur français
- Paul Fraisse (né le 20 mars 1911), psychologue français
- Jorge Luis Acha (né le 10 novembre 1946), artiste, peintre, écrivain, scénariste, photographe et cinéaste argentin

## Autres événements
- Éclipse solaire du 12 octobre 1996
- Kurdistan irakien : l’UPK, soutenue par l’Iran, contre attaque et reprend une partie du terrain perdu[1]. Une nouvelle trêve est conclue le 31 octobre. Les années suivantes sont marquées par une alternance d’affrontements et de cessez-le-feu, ponctués d’incursions militaires turques.
- Début du Challenge européen 1996-1997 en Rugby à XV
- Début de la Coupe des Villes de handball féminin 1996-1997
- Edition 1997 de la Supercoupe d'Islande de football
- Yahya Jammeh gagne les élections présidentielles en Gambie
- Jean-Marie Léyé est brièvement kidnappé par des membres de la Force mobile de Vanuatu
- Diffusion française d'Âmes damnées, 13 épisode de la saison 3 de X-Files
- Un accident sur le Funiculaire du Vieux-Québec fait 1 mort et 15 blessés
- Adam Birch fait ses débuts de catcheur professionnel
- Jonathan Jäger fait ses débuts de footballeur professionnel
- Vincenzo Nardiello perd son titre de champion du monde face à  Robin Reid et met un terme à sa carrière de boxeur professionnel